# Yakup Kadri Karaosmanoğlu

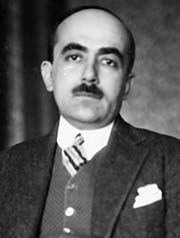
Yakup Kadri

Yakup Kadri Karaosmanoğlu (* 27. März 1889 in Kairo; † 13. Dezember 1974 in Ankara) war ein türkischer Journalist, Politiker und Schriftsteller. Vor der Einführung von Familiennamen in der Türkei führte er den Namen Yakup Kadri, dessen Schreibung in arabischer Schrift vor der Einführung der türkischen Lateinschrift im Deutschen auch mit Jakub Kadri wiedergegeben wurde. Er entstammte einer in Westanatolien alteingesessenen und begüterten türkischen Familie, die nach ihrem Eponym Karaosman („Dunkler Osman“) benannt war.
Yakup Kadri Karaosmanoğlu besuchte die Volksschule in Manisa, später das Gymnasium in Izmir. Seit 1908 lebte er in Istanbul. Nach absolviertem Jurastudium wurde er journalistisch tätig, veröffentlichte zunächst in Literaturzeitschriften und war auch Lehrer für Literatur und Philosophie. In Ankara war er Chefredakteur der Zeitschrift Ulus (deutsch „Nation“). 1922 schloss er sich Mustafa Kemal Pascha und dessen politischen Kampf an und wurde 1923 Abgeordneter der 1920 gegründeten türkischen Nationalversammlung. Später wurde Yakup Kadri, weil er sich mit seiner publizistischen Tätigkeit missliebig gemacht hatte, als Botschafter ins Ausland geschickt. Er war nacheinander türkischer Botschafter in Albanien (1934), in der Tschechoslowakei (1935), in den Niederlanden (1939–1940), in der Schweiz (1942), in Iran (1949) und ab 1951 bis zu seiner Pensionierung 1955 wieder in der Schweiz. Von 1961 bis 1965 war Karaosmanoğlu für den Wahlkreis Manisa erneut Abgeordneter des türkischen Parlaments.
Hauptsächlich Erzähler, veröffentlicht er unter anderem einen Band mit Geschichten aus dem Nationalen Befreiungskampf (1947). Sein wichtigstes Werk, Der Fremdling (1932), gilt als Klassiker der türkischen Literatur. Es erschien schon 1939 in deutscher Sprache, und später bei Suhrkamp in einer neu kommentierten Auflage. Auf Deutsch erschien 1986 ebenso der Roman Nur Baba unter dem Titel „Flamme und Falter“.

## Werke
- Bir Serencam (Ein Abenteuer, 1913)
  - Rezension: Richard Hartmann: Jakub Kadri. Ein moderner türkischer Erzähler. in Die Welt des Islams. Zeitschrift der Deutschen Gesellschaft für Islamkunde, Jg. 5, H. 4, 1917 Online; (ins untere Fünftel der Seite scrollen)
- Kiralık Konak (Die gemietete Villa, 1922)
- Hüküm Gecesi (Die Nacht des Urteils, 1927)
- Sodom ve Gomore (Sodom und Gomorra, 1928)
- Yaban (Der Fremdling, 1932)
- Ankara (1934)
- Nur Baba (Flamme und Falter) ISBN 3-424-00904-0
- Zoraki Diplomat (Diplomat wider Willen, Memoiren, 1954)